# Иванкино (Томская область)
Ива́нкино — село в Колпашевском районе Томской области, Россия. Входит в состав Инкинского сельского поселения.

## География
Расположено на 1301 км правого берега Оби около верхнего устья протоки Пурьянги (шёш. южносельк. Пряк). На картах XX в. отмечается Иванкинский яр.

## История
Основано в 1626 году. Входило в Пиковскую инородческую волость. Исторический населённый пункт южных селькупов (группа шёшкуп). В южноселькупском ареале выделяются отдельные поселения и сгустки поселений, где в разные годы происходила концентрация селькупского населения (особенно значительная в середине XIX в.), на Оби между устьями Кети это юрты Иванкины – Инкины – Чаршины – Теголовы – Иготкины. До 1930-х гг., т.е. до массовой ссылки в Нарымский край и массовых русско-селькупских брачных предпочтений, выделенные посёлки-юрты реально были местом концентрации селькупской этничности, куда стремились вернуться после многолетних миграционных передвижений по просторам Нарымского края те, кто в них родился. 
Юрты Иванкины – «ерта (юрта) Сидза». После крещения и принятия князем Сиджей православного имени Иван юрты получили название Иванкиных. Коренными жителями поселка являлись остяки Сычины (по преданию, более 300 лет назад переехали из юрт Сиверских). Кроме них здесь жили также Ижучкины и Чаршины. Последние переехали из юрт Чаршиных, стоявших на рч. Чаршане – притоке Большой Пурьянги. Метрические книги XIX в. упоминают также «ясашных инородцев» Иванкиных и Самсоновых, про которых считали, что Иванкины – это давно отделившаяся ветвь Сычиных, а Самсоновы – это бывшие Сапкараковы, купившие себе русскую фамилию. В еще более ранние времена здесь обитали представители следующих остяцких фамилий: Тулпаевых (Тулпа), Фажаркиных (Фажар), Емелькиных, Кармашкиных (Кармаш), Идиных, Айниных, Елетаевых, Саяковых, Ненгалиных, Чинзаровых. Некоторые из этих фамилий прекратили свое существование, а иные, как например, Айнины/Айкины, Саяковы/Сайковы или Кармашкины встречались позднее в других местах расселения селькупов. В 1897 г. в ю. Иванкиных было 44 хозяйства – 199 жителей селькупов и 22 русских. В 1911 г.: 61 хозяйство – 220 селькупов и 27 русских. 
В 1926 году юрты Иванкины состояли из 99 хозяйств, основное население — остяки. Центр Иванкинского сельсовета Колпашевского района Томского округа Сибирского края. 

## Верования
В 1961 г. в деревнях Киярово, Иготкино, Иванкино Г.И. Пелих и её студентами (ныне известными этнографами) – Н.А. Томиловым и Н.В. Лукиной были собраны ценные материалы по шаманизму южных селькупов. Их информантами были: А.С. Иткупова, В.Г. Иткупова, М.И. Киярова, Т.А. Кайдалов, М.С. Сагандукова, Р.М. Тобольжин, Е.И. Иженбина.

### Деревья
У иванкинских шёшкупов берёза фиксируется в качестве жертвенного дерева, по которому поднимались просьбы людей к Богу.

## Население
Большинство жителей окрестных селькупских деревень – Киярово, Иготкино, Тяголово, Езенгино, Конерово, Тебеняка – были вынуждены в 1950-е – 1970-е гг. переезжать в соседнее Иванкино или уезжать в Колпашево, Тогур.
| 1920 | 1926 | 2002 | 2010 | 2012 | 2013 | 2014 |
| ---- | ---- | ---- | ---- | ---- | ---- | ---- |
| 247  | ↗334 | ↘98  | ↗111 | ↘109 | ↗111 | ↗117 |
| 2015 | 2016 | 2017 | 2021 |      |      |      |
| ↘111 | ↘105 | ↘102 | ↘27  |      |      |      |